# Nobody Does It Like Me
Nobody Does It Like Me es el décimo octavo álbum de estudio de la cantante galesa Shirley Bassey. Fue publicado en julio de 1974 a través del sello United Artists Records.

## Grabación y contenido
Las sesiones de grabación del álbum tuvieron lugar en The Record Plant, un estudio ubicado en Los Ángeles, California. George Butler produjo el álbum mientras que Phil Schier se desempeñó como ingeniero de audio. Los instrumentos de cuerda y viento se grabaron en 2 estudios de Londres, Inglaterra: Advision y Morgan Studios. Una vez completas las sesiones de grabación, Nobody Does It Like Me se mezcló y masterizó en los estudios A&R, en Nueva York. El álbum contenía diez canciones y supuso un retorno parcial al sonido pop tradicional de la carrera de Bassey anterior a 1970. El dueto «Davy», grabado con el compositor de la canción, Benard Ighner, es una de las raras ocasiones en las que Bassey compartiría los créditos con otro vocalista. La canción que da nombre al LP fue escrita por Dorothy Fields y compuesta por Cy Coleman para el musical de 1973, Seesaw.

## Lanzamiento
Nobody Does It Like Me fue publicado en julio de 1974 a través de United Artists Records y se convirtió en su décimo álbum para el sello. Se publicó como un LP de vinilo y contenía cinco temas en cada lado del disco. Nobody Does It Like Me debutó en la lista Top LPs & Tape de Billboard en el número 180 durante la semana que finalizó el 21 de septiembre de 1974; subió al número 142, su punto máximo, el 19 de octubre. Fue el séptimo álbum de estudio de Bassey en aparecer en la lista.

## Recepción de la crítica
Un escritor no especificado de Record World declaró: “Una cantante distinguida adorna los ritmos y seguramente disfrutará del resplandor de su reciente y exitosa gira de conciertos. Los devotos, tanto nuevos como antiguos, garantizan el ascenso en las ventas, ya que el estilo vocal sencillo de la Sra. Bassey adorna temas como «When You Smile», «I'm Nothing Without You», «The problem with Hello Is Goodbye» y la vivaz canción que da nombre al álbum”. Un escritor no especificado de la revista Cash Box escribió: “[El álbum] presenta a la encantadora cantante emprendiendo una serie de deliciosos vuelos de fantasía musical. Cada canción que canta lleva su marca única y cada una también lleva la grandeza inconfundible que es sólo suya”.

## Lista de canciones
| Lado uno |                               |                                |          |  |
| N.º      | Título                        | Escritor(es)                   | Duración |  |
| 1.       | «Leave a Little Room»         | Michael Randall                | 3:42     |  |
| 2.       | «When You Smile»              | William Salter Ralph MacDonald | 3:28     |  |
| 3.       | «All That Love Went to Waste» | George Barrie Sammy Cahn       | 3:09     |  |
| 4.       | «Davy»                        | Benard Ighner                  | 3:25     |  |
| 5.       | «I'm Not Anyone»              | Paul Anka Johnny Harris        | 3:47     |  |

| Lado dos |                                     |                                          |          |  |
| N.º      | Título                              | Escritor(es)                             | Duración |  |
| 1.       | «Morning in Your Eyes»              | Ouida Lehman John Lehman                 | 4:56     |  |
| 2.       | «The Trouble With Hello Is Goodbye» | Dave Grusin Marilyn Bergman Alan Bergman | 2:52     |  |
| 3.       | «Nobody Does It Like Me»            | Dorothy Fields Cy Coleman                | 2:14     |  |
| 4.       | «I'm Nothing Without You»           | Jim Grady                                | 2:48     |  |
| 5.       | «You Are the Sunshine of My Life»   | Stevie Wonder                            | 3:22     |  |

## Créditos y personal
Créditos adaptados desde las notas de álbum de Nobody Does It Like Me.
Músicos
- Shirley Bassey – voz principal
- Bernard Igher – coros en «Davy»
- Noel Rogers – consultor musical
- Gene Page – arreglos, conductor en «Leave a Little Room», «Davy», «I'm Not Anyone», «Morning in Your Eyes» y «You Are the Sunshine of My Life»
- Nick Perito – arreglos, conductor en «When You Smile», «All That Love Went to Waste», «The Trouble With Hello Is Goodbye», «Nobody Does It Like Me» y «I'm Nothing Without You»
- Arthur Greenslade – instrumentos de cuerda y viento
- Horace Ott – instrumentos de cuerda y viento

Personal técnico
- George Butler – producción
- Phil Schier – ingeniero de audio
- Martin Rushent – ingeniero de audio
- Roger Quested – ingeniero de audio
- Don Hahn – mezclas
- Al Brown – masterización
- Bob Cato – director artístico
- Ria Lewerke – diseño
- Bert Stern – fotografía

## Posicionamiento
| Gráfica (1974)                            | Pico de posición |
| ----------------------------------------- | ---------------- |
| Australia (Kent Music Report)             | 93               |
| Estados Unidos (Billboard Top LPs & Tape) | 142              |
| Japón (Oricon Albums Chart)               | 79               |